# بوش (مسلسل)
بوش (بالإنجليزية: Bosch) مسلسل دراما بوليسية أمريكي. من إنتاج إستوديوهات أمازون وبطولة تيتوس ويليفر بدور هاري بوش محقق في شرطة لوس أنجلوس، وإعداد إيريك أفرماير. عرضت الحلقة الأولى على أمازون فيديو في بداية 2014، في 12 مارس، 2014، طلبت شركة أمازون موسماً كاملاً ليُعرض على أمازون فيديو بدأ عرضه في 13 فبرابر، 2015.
في 18 مارس، 2015، جدد المسلسل لموسم ثاني بدأ عرضه في 11 مارس، 2016.
في 1 أبريل، 2016، جدد المسلسل لموسم ثالث سيعرض في 2017.

## الممثلين والشخصيات

### شخصيات رئيسية
- تيتوس ويليفر بدور محقق شرطة لوس أنجلوس هاري بوش
- جيمي هيكتور بدور المحقق جيري ايدغار
- ايمي أكينو بدور الملازم غرايس بيليتس
- لانس ريديك بدور نائب الرئيس إيرفين إيرفينغ
- سارة كلارك بدور إلينور ويش

## الحلقات

### نظرة عامة
| الموسم | الحلقات | الحلقات | الأصلي         | الأصلي |
| الموسم | الحلقات | الحلقات | الأول          | الأخير |
| ------ | ------- | ------- | -------------- | ------ |
| 1      | 10      | 10      | 13 فبراير 2015 | سيُعلن  |
| 2      | 10      | 10      | 11 مارس 2016   | سيُعلن  |

## وصلات خارجية
- الموقع الرسمي
- بوش على موقع IMDb (الإنجليزية)
- بوش على موقع ميتاكريتيك (الإنجليزية)
- بوش على موقع روتن توميتوز (الإنجليزية)
- بوش على موقع كينوبويسك (الروسية)
- بوش على موقع ألو سيني (الفرنسية)
- بوش على موقع قاعدة بيانات الفيلم (الإنجليزية)